# Paropsisterna fastidiosa
Paropsisterna fastidiosa es una especie de escarabajo del género Paropsisterna, familia Chrysomelidae. Fue descrita científicamente por Chapuis en 1877.
Habita en Australia.